# Pascal (jednotka)
Pascal (značka Pa) je jednotka tlaku. Udává, jak velká síla (v newtonech) působí na jednotkovou plochu (1 m²), tzn. je ekvivalentní N/m² nebo také kg·m−1·s−2.
Jednotka byla pojmenována po francouzském matematikovi a fyzikovi Blaise Pascalovi (1623–1662).
Hektopascal (hPa) je jednotka, ve které se v meteorologii měří tlak vzduchu.
1 Pa = 1 N/m²
1 hPa = 100 Pa = 1 mbar (milibar)
1 kPa = 1000 Pa
V minulosti se užívaly též jednotky pièze, která odpovídala 1 kPa a atmosféra (technická a fyzikální), odpovídající 0.1 Mpa.
Megapascal (MPa) odpovídá síle jednoho newtonu působící na plochu jednoho čtverečního milimetru (1 N/mm² = 1 MPa). Proto je běžný ve strojírenství, kde je milimetr běžně používanou jednotkou délky (v zemích používajících soustavu SI). Megapascal je ve strojírenství používán nejen jako jednotka tlaku (např. stlačeného plynu apod.), ale též jako jednotka napětí pro kontinuum vystavené působení vnější síly.
Vzorec pro výpočet 1 pascalu:
{\displaystyle Pa={\frac {F}{S}}}
udává se v jednotkách:
{\displaystyle {\rm {Pa={\frac {N}{m^{2}}}={\frac {kg\cdot m}{m^{2}\cdot s^{2}}}={\frac {kg}{m\cdot s^{2}}}}}}